# اومولیوفکا
اومولیوفکا (روسی: Омулёвка) یک رود در استان ماگادان و استان یاقوتستان کشور روسیه است.